# تکای داخلی
تِکای داخلی (انگلیسی: Theca interna؛ ‏ خوانده می‌شود: تِکا اینترنا) سلول‌هایی هستند که گیرندهٔ هورمون لوتئینی را به منظور تولید و ساخت آندروستندیون عرضه می‌کنند که به نوبه خود و طی مراحلی، پیش‌سازهای لازم جهت ساخت استروژن را در اختیار سلول‌های گرانولوزا قرار می‌دهد.
پس از پارگی فولیکول تخمدان بالغ، سلول‌های تِکای داخلی به سلول‌های تِکای لوتئین در جسم زرد تمایز می‌یابند. این سلول‌های جسم زرد آندروژن و پروژسترون ترشح می‌کنند. نام دیگر سلول‌های تِکای لوتئین، سلول‌های لوتئال کوچک است.